# Levon Ter-Petrossian
Levon Ter-Petrossian (armeniska: Լևոն Տեր-Պետրոսյան; ryska: Левон Тер-Петрося, Levon Ter-Petrosia), född 9 januari 1945, var Armeniens president mellan 1991 och 1998. På grund av vissa ekonomiska och politiska problem avgick han 3 februari 1998 och efterträddes av Robert Kotjarjan.

## Livet före presidentmandatet
Ter-Petrossian föddes i Aleppo, Syrien, i en armenisk familj bestående av överlevare från armeniska folkmordet. De emigrerade till Armenien 1946.
1968 utexaminerades han från Oriental Studies Department of the Yerevan State University. 1972 fullföljde han sina doktorandstudier vid Sankt Petersburgs universitet. 1987 fick han sin doktorsgrad från samma universitet. 1972-1978 arbetade han som forskare vid Literature Institute of Armenia. 1978-1985 var han naturvetenskapssekreterare vid Matenadaran. Sedan 1985 har Ter-Petrossian arbetat på Matenadaran som forskare.
Han är gift med Lyudmila Ter-Petrossian. De har en son, David Ter-Petrossian, och tre barnbarn.
Ter-Petrossian talar flytande armeniska, assyriska, ryska, franska, engelska, tyska, arabiska och några utdöda språk. Han är även författare till mer än 70 vetenskapliga skrifter i armeniska, ryska och franska. Utöver det är han medlem av Armeniska författarförbundet, Sällskapet för fransk-asiatiska, Venediska Meckitaristakademien och hedersdoktor vid La vernes universitet, Sofias universitet, Sourbonnes universitet och Strasbourgs universitet.
Ter-Petrossians politiska karriär började redan på 1960-talet. 1966 arresterades han för sitt aktiva deltagande i en demonstration 24 april. I februari 1998 styrde han över Matenadarans Karabashkommitté. I maj samma år involverades han i Armeniska kommittén för Karabachrörelsen. Från 10 december 1988 till 31 maj 1989 var han i arrest tillsammans med andra medlemmar ur samma kommitté.
1989 valdes han till medlem i Pan-Armenian National Movements styrelse. Senare blev han chef över styrelsen.
27 augusti 1989 valdes han som en vice högsta sovjet i Armeniska SSR. Han återvaldes som vice 20 maj 1990. 4 augusti samma år blev han chef över det högsta rådet i Armenien.

## Tid som president
Ter-Petrossian valdes som den första presidenten av det nya självständiga Armenien 16 oktober 1991 och återvaldes 22 september 1996. Hans återval fördärvades av anklagelser av valbedrägeri från oppositionen som stöddes av många internationella observatörer. Hans popularitet minskade än med då oppositionen började beskylla honom för den ekonomiska kris som Armenien befann sig i. Han var framförallt impopulär i ett parti, Armeniska revolutionsfederationen, som han bannlyste. Han fängslade också dess ledare, då partiet hade ett utlandsbaserat ledarskap, vilket var förbjudet enligt konstitutionen.
3 februari 1998 avgick Ter-Petrosian från posten som president. Anledningen till avgång var splittringen inom regeringen i Armenien. Premiärminister Robert Kocharian, försvarsminister Vazgen Sargsyan (Sarkisian) och inrikesminister och minister för nationella säkerhetsrådet Serzh Sargsyan stödde inte den föreslagna Ter-Petrosians plan för reglering av konflikten i Nagorno-Karabach som inkluderade demilitarisering av konfliktområdet och återlämning till Azerbajdzjan ett antal ockuperade bosättningar.  Den nya presidenten i mars samma år blev Kotjarjan.